# 8313 Крістіансен
8313 Крістіансен (8313 Christiansen) — астероїд головного поясу, відкритий 19 грудня 1996 року. Названий на честь австралійського астронома, члена Австралійської АН (1959) Вілбера Нормана Крістіансена.
Тіссеранів параметр щодо Юпітера — 3,344.